# Lasiurus
Lasiurus là một chi động vật có vú trong họ Dơi muỗi, bộ Dơi. Chi này được Gray miêu tả năm 1831. Loài điển hình của chi này là Vespertilio borealis Müller, 1776.

## Các loài
Chi này gồm các loài:
Phân chi Dasypterus
- Lasiurus ega (Gervais, 1856) —
- Lasiurus intermedius (H.Allen, 1862) —
- Lasiurus insularis —
- Lasiurus xanthinus (Thomas, 1897) —

Phân chi Lasiurus
- Lasiurus atratus (Handley, 1996)—
- Lasiurus blossevillii (Lesson and Garnot, 1826) —
- Lasiurus borealis (Müller, 1776) —
- Lasiurus castaneus (Handley, 1960) —
- Lasiurus cinereus (Beauvois, 1796) —
- Lasiurus degelidus (Miller, 1931)—
- Lasiurus ebenus (Fazzolari-Correa, 1994) —
- Lasiurus egregius (Peters, 1871) —
- Lasiurus minor (Miller, 1931)
- Lasiurus pfeifferi (Gundlach, 1861)
- Lasiurus salinae (Thomas, 1902)
- Lasiurus seminolus (Rhoads, 1895) —
- Lasiurus varius —

## Hình ảnh

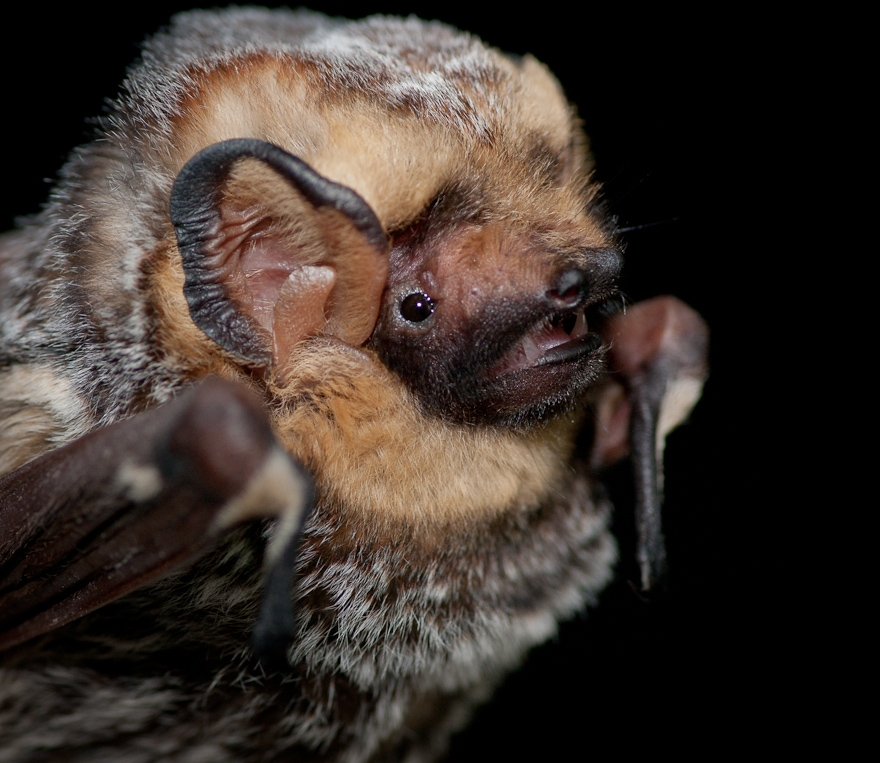
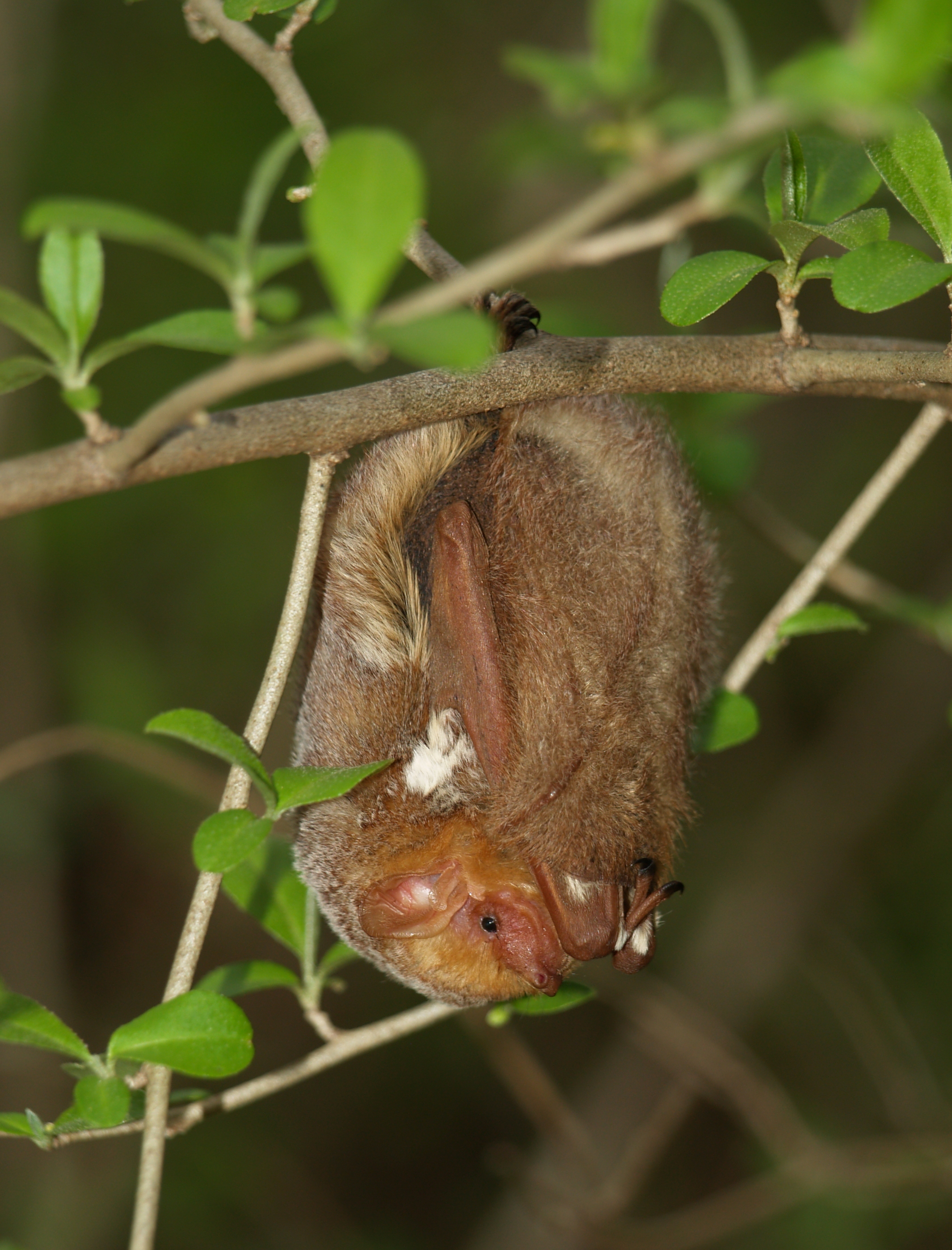
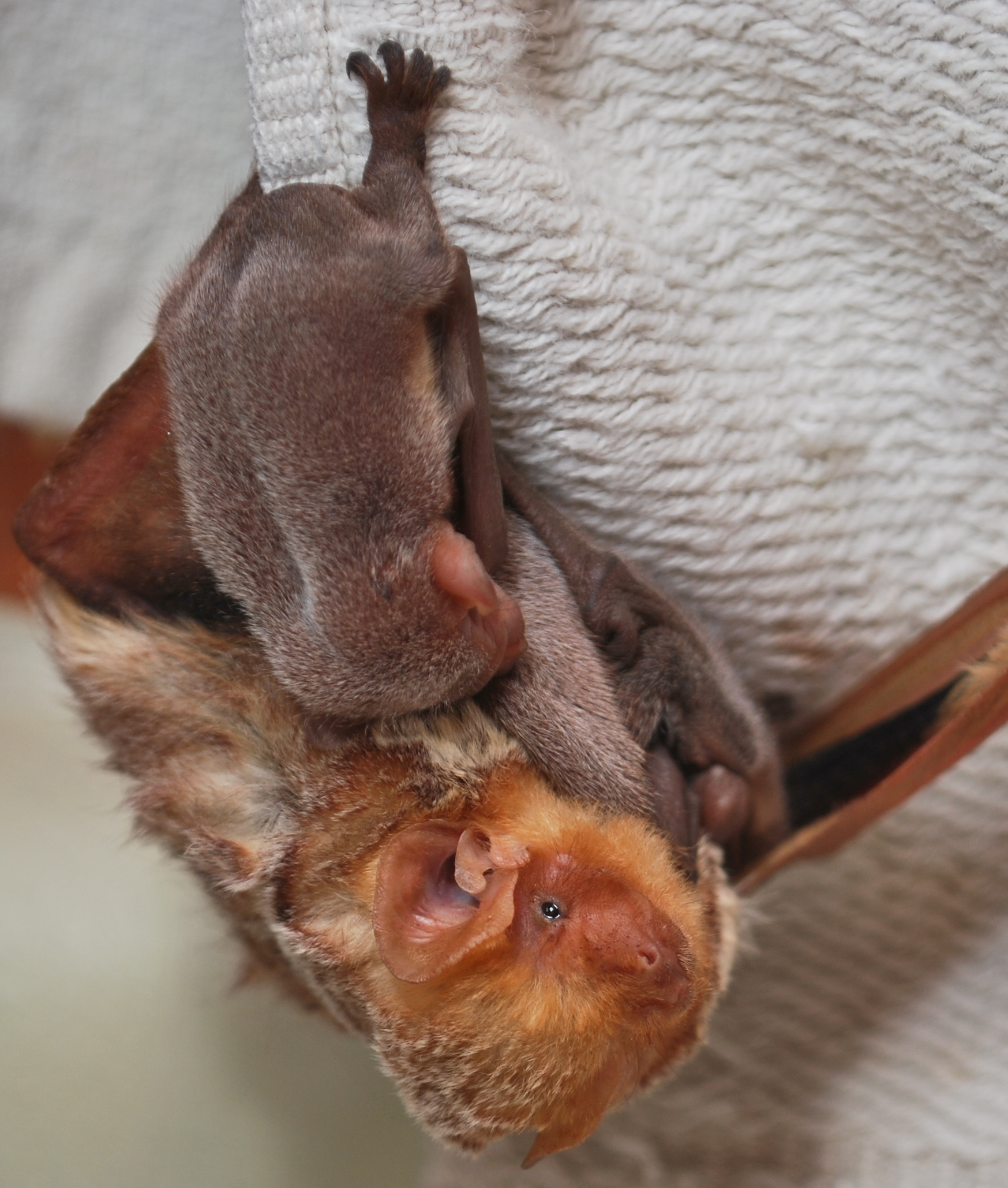